# 小石 (映画)
『小石』（原題・タミル語: கூழாங்கல்）は、P・S・ヴィノートラージ監督・脚本による2021年のインドのタミル語のドラマ映画である。ナヤンターラとヴィグネーシュ・シヴァンがラウディ・ピクチャーズ下で製作した。
プレミア上映は2021年2月4日に第50回ロッテルダム国際映画祭で行われ、タイガー・アワードを獲得した。第94回アカデミー賞長編映画賞にインド代表作品として出品された。

## キャスト
- ヴェールー - チェラパンディ
- ガナパティ - カルースタダイヤーン

## 製作
物語はヴィノートラージの家族が実際に経験した出来事が基となっており、それはこの映画を監督するきっかけとなった。彼は物語に必要な乾燥した風景を探すのに多くの時間を費やし、最終的にマドゥライのメールール近郊にあるアリッタパティで発見したと述べている。アリッタパティで30日間にわたって全編が撮影された。撮影が行われた13の村の山々は数千年の歴史を持ち、彼が物語の一部として探索した村々も独自の発展を遂げていた。撮影における最大の難問は高湿度の気候であり、彼は「物語上、太陽光が重要だったので、毎日午前10時過ぎに撮影を開始し、午後3時には撮影を終えた。夕方にはラッシュを見て、次の日のモチベーションを高めていた」と述べた。

## 公開
2021年2月4日にオランダの第50回ロッテルダム国際映画祭でプレミア上映された。2021年4月29日にチョンジュ国際映画祭で韓国プレミア、2021年5月7日にニュー・ディレクターズ/ニュー・フィルムズ・フェスティバルで北米プレミアが行われた。またインディアン・フィルム・フェスティバル・オブ・ロサンゼルスとモロディスト・キエフ国際映画祭でも上映された。2021年11月1日には第22回東京フィルメックスで日本プレミアが行われた。
第94回アカデミー賞長編映画賞にはインド代表作品として出品されている。インド代表作品としてはマラヤーラム語の『Nayattu』、タミル語『Mandela』、ヒンディー語の『Sardar Udham』など14作品が検討されていた。15人で構成される選考委員会の委員長であるシャジ・N・カルンはコルカタで14作品を観賞した。『小石』がインド代表作品に選出されたのは満場一致であったと報じられた。

## 評価

### 批評家の反応
『ザ・ヒンドゥー』のS・スリヴァトサンは「タミル語映画には広大な田舎の生活を厳かに、アートハウス的に捉えた作品はなかった。P.S.ヴィノートラージは著名な監督の映画にさえ欠けている映画製作の基本が何であるかをすべて知っている」と評した。『フィルム・コンパニオン・サウス』のバラドワジ・ランガンは「シナリオの中で多くの悲劇（自然災害と人災の両方）が発生しているにもかかわらず、この映画は私たちに同情を求めない。最後の最後私たちは胸が締め付けられる思いがする」と評した。

### 受賞とノミネート
| 映画祭・賞                 | 開催日        | 部門       | 対象                   | 結果       | 参照   |
| -------------------------- | ------------- | ---------- | ---------------------- | ---------- | ------ |
| ロッテルダム国際映画祭     | 2021年6月22日 | 新人監督賞 | P・S・ヴィノートラージ | 受賞       | [ 3 ]  |
| アジア・フィルム・アワード | 2021年10月8日 | 新人監督賞 | P・S・ヴィノートラージ | ノミネート | [ 15 ] |